# 劉平 (宋朝)
劉平（?—?），字士衡，開封府祥符人。北宋軍事人物。

## 生平
父劉漢凝從太宗征河東岢嵐、憲州，累遷崇儀使（階官，諸司正使，西班，正七品）。劉平能騎馬射箭，又能讀書。景德二年（1005年）進士及第，補無錫尉，曾殺賊五人，遷大理寺評事（階官，從八品下），調知鄢陵縣，任滿調南充縣，夷人入寇，平攝州事，率土豪擊之，夷人畏服。夷人寇淯井監，轉運使以平權瀘州事，平率土丁三千擊走之。大中祥符四年（1011年）初，祠汾陰，遷大理寺丞（階官，從六品上）。后以父喪解官，出興州時遇賊，平以弓射殺三人，賊遁去。判永興軍事寇準聞其事，表奏其功，以殿中省丞（階官，從五品上）知瀘州事。召還，通判潁州事。天禧元年（1017年）五月，拜監察御史。三年（1019年）五月，為三司鹽鐵判官，賜緋魚袋。八月，安撫河北路水災州軍。九月，為契丹正旦使，出使契丹國。多次上疏談論時事，為丁謂所忌。四年（1020年），改殿中侍史（階官，從七品下）、陝西路轉運使。與副使論事不合，徙知襄州事。仁宗即位，遷侍史（階官，從六品下）。
最初，真宗知其才，將用之。丁謂乘間曰：“平，將家子，素知兵，若使將西北，可以制敵。”後章獻太后思謂言，天聖八年（1023年）八月，改尚衣庫使（階官，諸司正使，東班，正七品）、環慶路兵馬鈐轄、知邠州。屬戶明珠、磨糜族數反覆，平潛兵殺數千人，以功領賓州刺史（遙郡刺史）、鄜延路兵馬鈐轄，徙涇原路，兼知渭州。胡則為陝西路都轉運使，平奏曰：“則，丁謂黨，今隸則部，慮掎摭致罪。”徙汝州，改淮南、江、浙、荊湖制置發運副使，行數驛，召還，真拜信州刺史（階官，正任刺史，從五品）、知雄州，居四年。明道元年（1032年）初，遷忻州團練使（階官，正任團練使，從五品）。八月，改知成德軍。
景祐元年（1034年）二月，拜龍衛神衛四廂都指揮使（禁軍軍職，從五品）、永州防禦使（階官，正任防禦使，從五品）、知定州。八月，徙環慶路馬步軍副都部署。十二月，進侍衛親步軍司都虞候（禁軍軍職，從五品）。奏言：“元昊勢且叛，宜嚴備之。”不久，坐被酒破鎖入甲仗庫，為陝西路轉運使蘇耆所劾。二年（1035年）四月，落管軍，授饒州防禦使、知同州。八月，上疏自列，召入問狀，為溫州防禦使、侍衛親軍馬軍司都虞候、知澶州。時議塞河，而平言不知河事，乃徙滄州兵馬副都部署。
時呂夷簡為宰相，台諫官數言政事闕失，平奏書曰：「臣見范仲淹等毀訾大臣，此必有要人授旨仲淹輩，欲逐大臣而代其位者。臣於真宗朝為御史，顧當時同列，未聞有姦邪黨與詐忠賣直，所為若此。臣慮小臣以淺文薄伎，偶致顯用，不識朝廷典故，而論事浸淫，遂及管軍將校。且武人進退，與儒臣異路，若掎摭短長，妄有舉劾，則心搖而怨結矣。願明諭台諫官，毋令越職，仍不許更相引薦。或闕員，則朝廷自擇忠純耆德用之。」論者以謂希夷簡意也。四年（1037年）四月，為殿前司都虞侯（禁軍軍職，從五品）。后改高陽關副部署。
寶元元年（1038年）初，為環慶路馬步軍副都部署。十二月，元昊反，遷邕州觀察使（階官，正任觀察使，正五品），為鄜延路馬步軍副都部署。二年（1039年）正月，兼鄜延、環慶路同安撫使。七月，兼管勾涇原路兵馬，進侍衛親軍步軍司副都指揮使（禁軍軍職，正五品）、靜江軍節度觀察留後（階官，正任節度觀察留後，正四品）。
康定元年（1040年）正月，三川口之戰爆發，劉平與石元孫奉命增援延州。郭遵建議先偵後進，劉平不聽，恃勇轻敌，贸然轻进，二十二日夜，進至三川口（今陝西延安西北），遭西夏軍偷襲。兩軍苦戰，双方伤亡惨重，宋軍漸不支，劉平退至三川口附近山坡。李元昊多次派人勸降“汝降乎？不然，當盡死！”劉平不理。劉平遣子劉宜孫求援於鄜延路駐泊都監黃德和，宜孫告訴德和：「當勒兵還，並力拒賊，奈何先引去！」令其還擊。黃德和卻逃往甘泉（今屬陝西）。西夏军向宋军驻守的山坡发动攻击，宋军不敵，劉平與石元孫同時被李元昊所俘。
三川口敗後，黃德和反誣劉平降敵，朝廷調禁軍包圍其宅邸，又命殿中侍御史文彥博在河中府置獄。金明寨有兩士兵逃回說明真相，於是朝廷派龐籍前往調查，龐籍調查後稱“德和退怯當誅。劉平力戰而沒，宜加恤其子孫”，黃德和被判腰斬，梟首於延州城下。此時宋廷以為刘平已死，追赠朔方軍節度使兼侍中（使相：節度使兼侍中），谥壮武，封其妻趙氏為南陽郡太夫人，“子孙及诸弟皆优迁”，未官者皆錄用。不久有党项人來報刘平“在兴州未死，生子于贼中”。宋廷不信。慶曆五年（1045年），同時被俘的石元孙放还返宋，确定劉平當時未死於賊人之手。但劉平終究未生還漢地，已早先卒於興州。宋廷為顧及顏面，仍視之為忠烈殉國。皇祐三年（1051年），劉平之子劉慶孫上奏，要為亡父劉平招魂，並予以安葬。最後因司馬光強烈反對而作罷。

## 家族
- 曾祖：劉承休
- 祖：劉延福，贈左驍衛將軍
- 父：劉漢凝，終官崇儀使、贈左領軍衛上將軍
- 弟：劉兼濟，終官西上閣門使、領惠州刺史、彭城郡開國侯、食邑一千二百戶
- 妻：趙氏，南陽郡太夫人
  - 子：劉慶孫，終官國子監博士
  - 子：劉貽孫，終官西上閣門使
  - 子：劉宜孫，終官西京左藏庫副使
  - 子：劉昌孫，終官文思副使、以左驍衛將軍致仕
  - 子：劉孝孫，終官西京左藏庫副使
  - 子：劉保孫
  - 子：劉季孫，終官文思副使、知隰州事

## 延伸阅读
[在维基数据编辑]
 《宋史·卷325》，出自脱脱《宋史》